# Hauptdiagonale

Hauptdiagonale (rot) und Nebendiagonalen (blau) einer (4×4)-Matrix

Die Hauptdiagonale einer Matrix besteht in der Mathematik aus denjenigen Elementen der Matrix, die auf einer gedachten diagonal von links oben unter 45° nach rechts unten verlaufenden Linie liegen. Die Diagonalen der Matrix, die parallel zur Hauptdiagonale verlaufen, werden als Nebendiagonalen der Matrix bezeichnet. Die Diagonale einer Matrix, die stattdessen von rechts oben nach links unten verläuft, wird Gegendiagonale der Matrix genannt.

## Definition
Die Hauptdiagonale einer Matrix
{\displaystyle A={\begin{pmatrix}a_{1,1}&a_{1,2}&\ldots &a_{1,n}\\a_{2,1}&a_{2,2}&\ldots &a_{2,n}\\\vdots &\vdots &&\vdots \\a_{m,1}&a_{m,2}&\ldots &a_{m,n}\end{pmatrix}}}
besteht aus denjenigen Einträgen der Matrix, die auf der Diagonale von oben links nach unten rechts stehen. Das sind die Einträge {\displaystyle a_{k,k}} mit {\displaystyle 1\leq k\leq \min\{m,n\}}, also genau diejenigen Matrixeinträge {\displaystyle a_{i,j}}, bei denen Zeilen- und Spaltenindex übereinstimmen.

## Beispiele
Die Hauptdiagonale der Matrix
{\displaystyle A={\begin{pmatrix}1&4&2&1\\3&0&3&1\\5&1&2&0\\4&1&2&3\end{pmatrix}}}
besteht aus den vier Einträgen {\displaystyle 1,0,2} und {\displaystyle 3}.
Die folgenden drei Matrizen haben ihre Hauptdiagonale gekennzeichnet durch rote Einsen.
{\displaystyle {\begin{pmatrix}\color {red}{1}&0&0\\0&\color {red}{1}&0\\0&0&\color {red}{1}\end{pmatrix}}\qquad {\begin{pmatrix}\color {red}{1}&0&0&0\\0&\color {red}{1}&0&0\\0&0&\color {red}{1}&0\end{pmatrix}}\qquad {\begin{pmatrix}\color {red}{1}&0&0\\0&\color {red}{1}&0\\0&0&\color {red}{1}\\0&0&0\end{pmatrix}}}

## Verwendung
Eine quadratische Matrix, bei der nur die Elemente auf der Hauptdiagonalen von null verschieden sind, heißt Diagonalmatrix. Besitzen alle diese Elemente den Wert eins, ergibt sich die sogenannte Einheitsmatrix. Die Summe der Hauptdiagonalelemente nennt man Spur der Matrix. Eine symmetrische Matrix ist eine Matrix, die symmetrisch bezüglich ihrer Hauptdiagonale ist.
Der Begriff „Nebendiagonale“ hat keine einheitliche Definition und kann sich auf eine Diagonale beziehen, die parallel zur Hauptdiagonale oberhalb oder unterhalb von dieser verläuft, oder auf eine der Gegendiagonalen der Matrix, die von rechts oben nach links unten verlaufen.
Die Hauptdiagonale spielt eine besondere Rolle bei der Berechnung der Determinante einer Matrix. Bei einer {\displaystyle (2\times 2)}-Matrix ergibt sich die Determinante als das Produkt der Hauptdiagonalelemente minus dem Produkt der Gegendiagonalelemente. Bei einer {\displaystyle (3\times 3)}-Matrix kann die Determinante mit der Regel von Sarrus berechnet werden, bei der Haupt-, Neben- und Gegendiagonalen betrachtet werden. Bei einer Dreiecksmatrix beliebiger Größe ergibt sich die Determinante direkt als das Produkt der Hauptdiagonalelemente.